# Shelley (Essex)
Shelley is een dorp in het Engelse graafschap Essex. Het heeft een kerk. Shelley komt in het Domesday Book (1086) voor als 'Senleia'.